# Bariloche
Bariloche, cujo nome oficial é San Carlos de Bariloche, é uma cidade da Argentina, localizada na Província de Río Negro, junto à Cordilheira dos Andes, na fronteira com o Chile. Está rodeada por lagos (Nahuel Huapi, Gutiérrez, Mascardi) e montanhas, como o Cerro Tronador (3 354 m de altitude, na fronteira com o Chile), o Cerro Catedral (movimentada estação de esqui) e o Cerro López. Possui cerca de 130 mil habitantes.

## Etimologia
O nome Bariloche provém da palavra "Vuriloche", que na língua mapuche significa "povo de trás da montanha". Isto porque seus primitivos habitantes, os índios mapuches, eram originários do outro lado da Cordilheira dos Andes. A altitude menor dos Andes na região de Bariloche (em alguns casos, inferior aos 1000 m, cobertos de bosques) permitiu aos mapuches migrarem há séculos do sul do Chile para a região da Patagônia argentina.

## História
Há evidências da existência de assentamentos indígenas à beira do Lago Nahuel Huapi e na zona hoje ocupada pela cidade de Bariloche, prévios a chegada dos colonizadores brancos. Em meados do século XVII e início do século XVIII, a zona foi objeto de viagens dos missionários do Chile, entre os que se contam estão os padres: Diego Rosales, Nicolás Mascardi, Felipe Laguna e  Juan José Guillelmo. O primeiro homem branco que chegou à região vindo das regiões próximas ao Atlântico foi o Dr. Francisco Pascasio Moreno, que na época tinha 23 anos.
A fundação da cidade deu-se em 1895, quando um imigrante alemão, Karl (Carlos) Wierderhold, criou ali um armazém. Em 1902, tornou-se a cidade de San Carlos de Bariloche. Sua arquitetura, principalmente na área central, lembra a de cidades alemãs e austríacas.

## Geografia

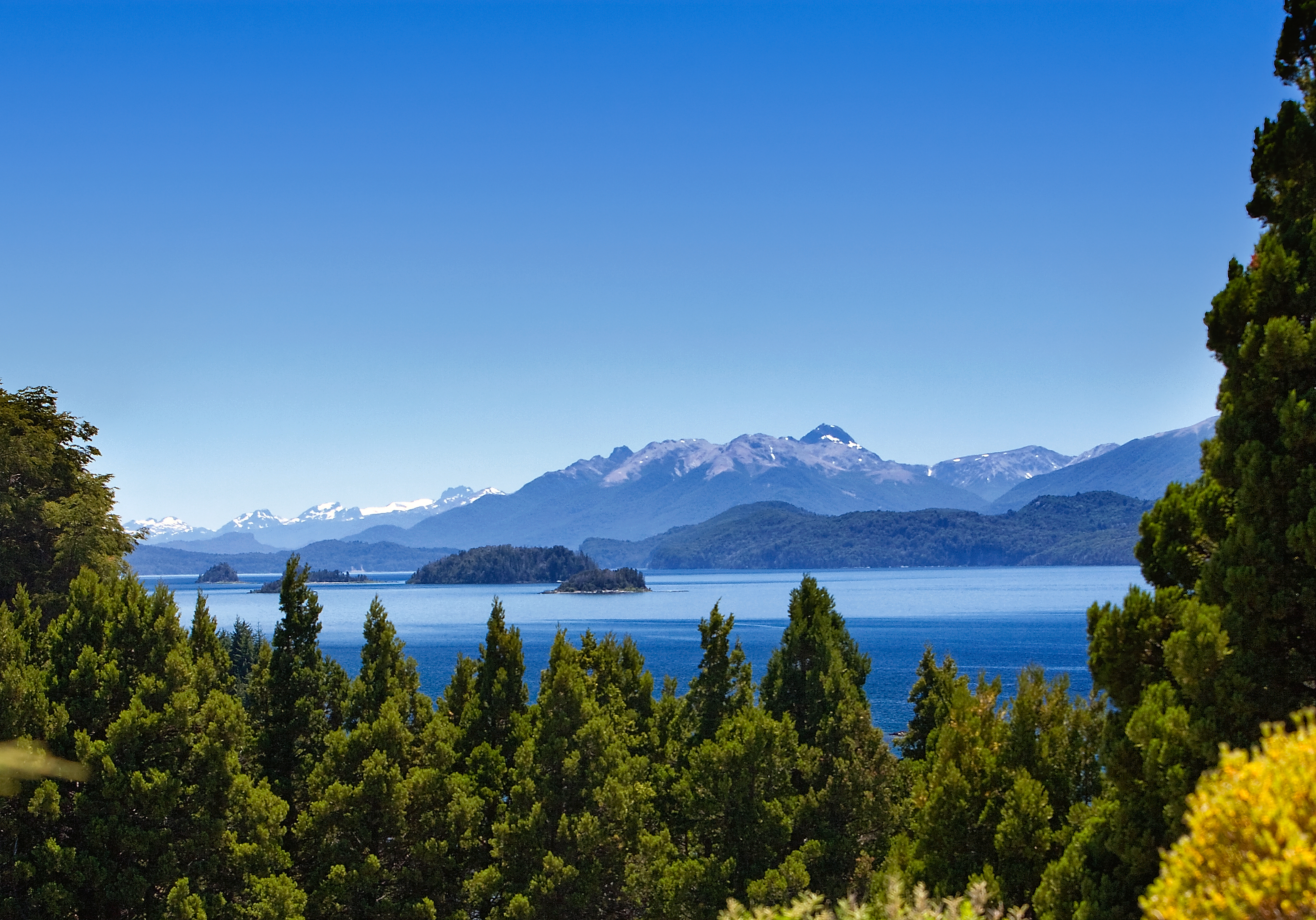
Vista do Lago Nahuel Huapi próximo à cidade de Bariloche.

Bariloche está situada numa micro-zona climática e de vegetação de floresta temperada. Seu clima é temperado, influenciado pela proximidade dos Andes, e suas florestas se mantêm graças à abundância de água dos grandes lagos glaciais, como o Nahuel Huapi. No inverno (junho a agosto), as temperaturas caem abaixo de zero e a maior quantidade de neve nas montanhas mais altas dá início à temporada de esqui. Afastando-se poucos quilômetros para leste da cidade, porém, o clima se torna mais seco, surgindo a fria estepe da Patagônia, com sua vegetação de gramíneas cada vez mais esparsas, até que a paisagem se torna a de deserto.

## Economia

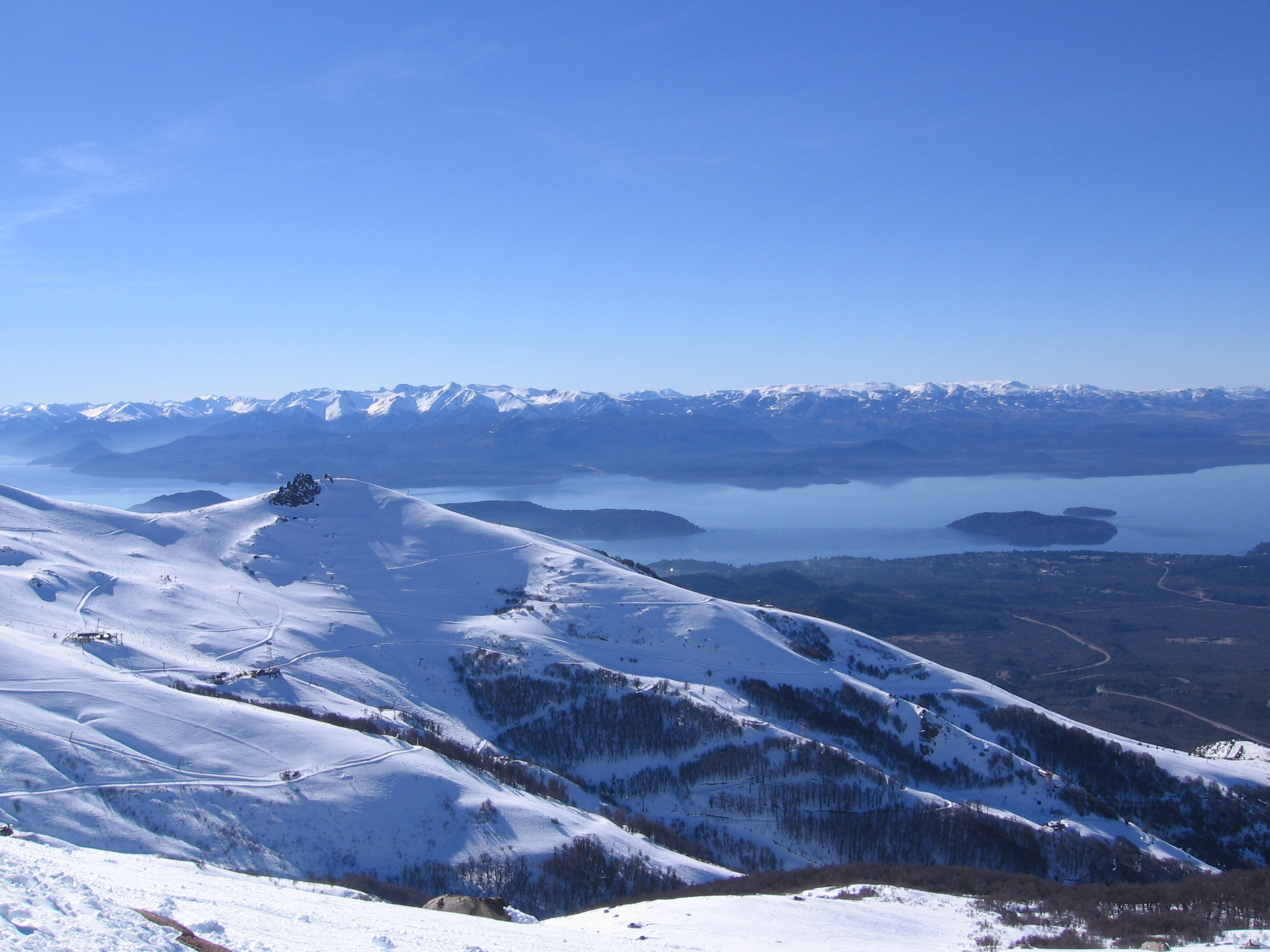
Cerro Catedral

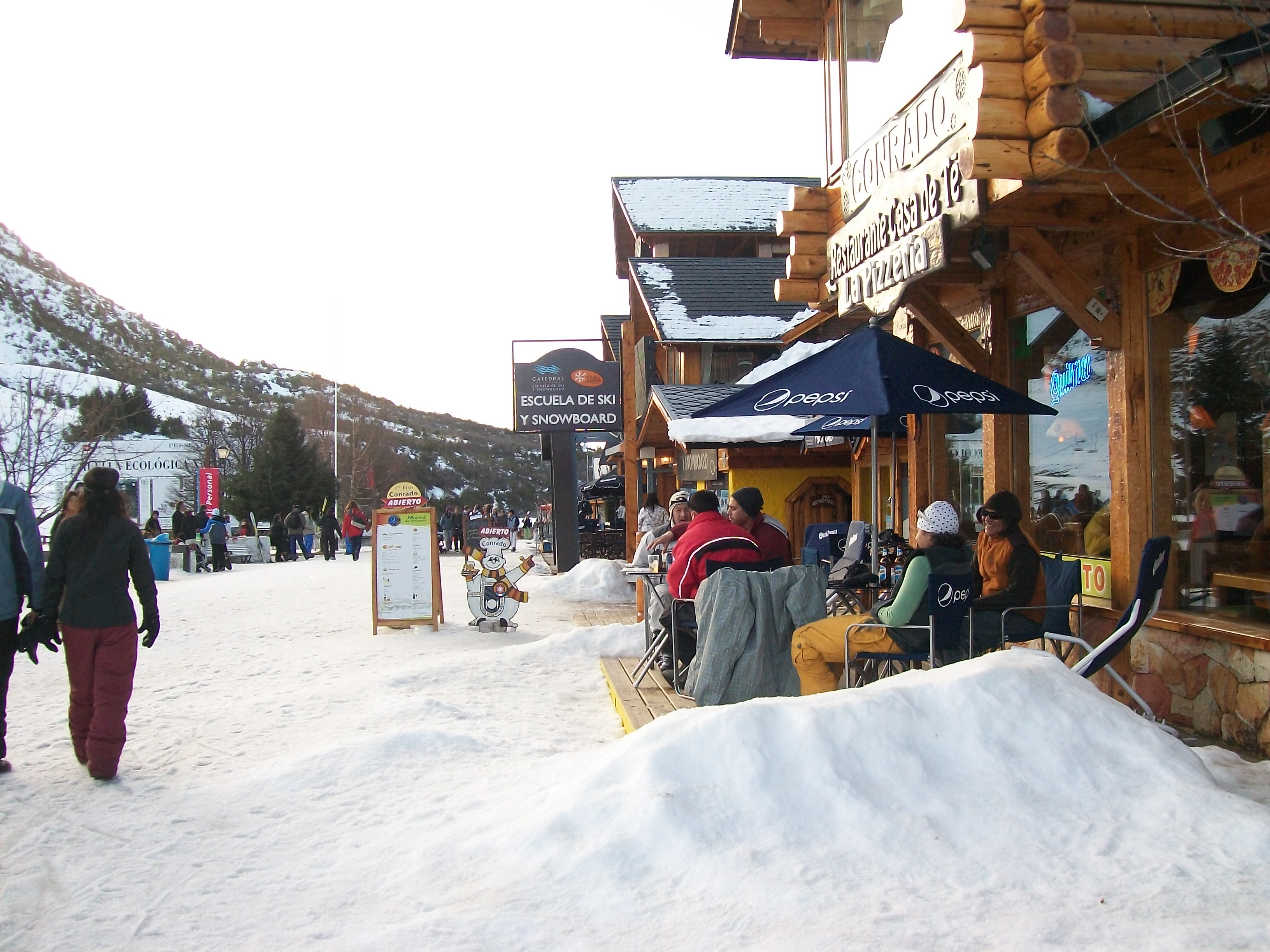
Esquiadores na estação de Cerro Catedral

A principal atividade econômica de Bariloche é o turismo. Além das montanhas onde se podem praticar esqui e "snowboard" (Cerros Catedral e Tronador) destacam-se o Parque Nacional Nahuel Huapi, a travessia dos lagos andinos até o Chile, a Isla Victoria (no lago Nahuel Huapi), a região de El Bolsón (ao sul da cidade), a Colonia Suiza (em meio a bosques, na qual se situa um museu que conta a imigração suíça para a região) e os percursos turísticos chamados Circuito Chico e Circuito Grande, com paradas em vários pontos de onde se têm vistas panorâmicas dos bosques e montanhas ao redor da cidade. Seu comércio voltado para o turismo é principalmente de artigos de lã, couro e chocolates. Para os interessados em turismo de aventura, há opções de "rafting", cavalgadas, "parapente" e ciclismo de montanha.

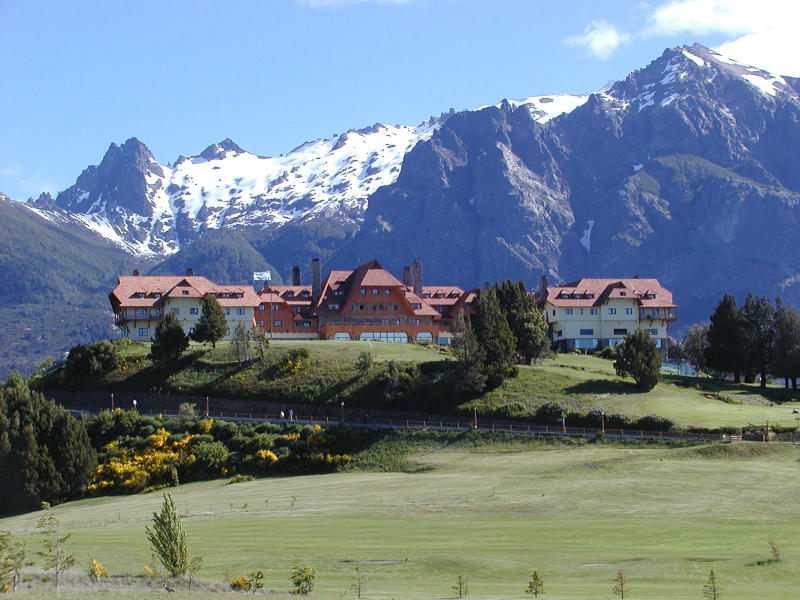
Hotel Llao Llao.

Em anos recentes, a aquacultura especialmente de Trutas e Salmões e a criação comercial de animais silvestres como javalis e cervos têm sido atividades importantes.
Bariloche é também centro de produção de alguns vegetais de clima frio como Rosa-mosqueta e alfazema.
A produção de vinhos finos iniciou-se há cerca de 4 anos.

## Infra-estrutura

### Transporte
A cidade tem um aeroporto, o Aeroporto Internacional Teniente Luis Candelaria que está equipado para receber jatos, e opera voos domésticos e internacionais para países vizinhos. Por rodovia, fica a 1 638 km ao sul da capital argentina, Buenos Aires. Liga-se ao Chile por rodovia (cerca de 130 km até a fronteira, e mais 115 km até a cidade chilena de Osorno), havendo a opção, para turistas, de travessia em percursos alternados entre barcos e ônibus, num passeio conhecido como Cruce de Lagos, até Puerto Montt.

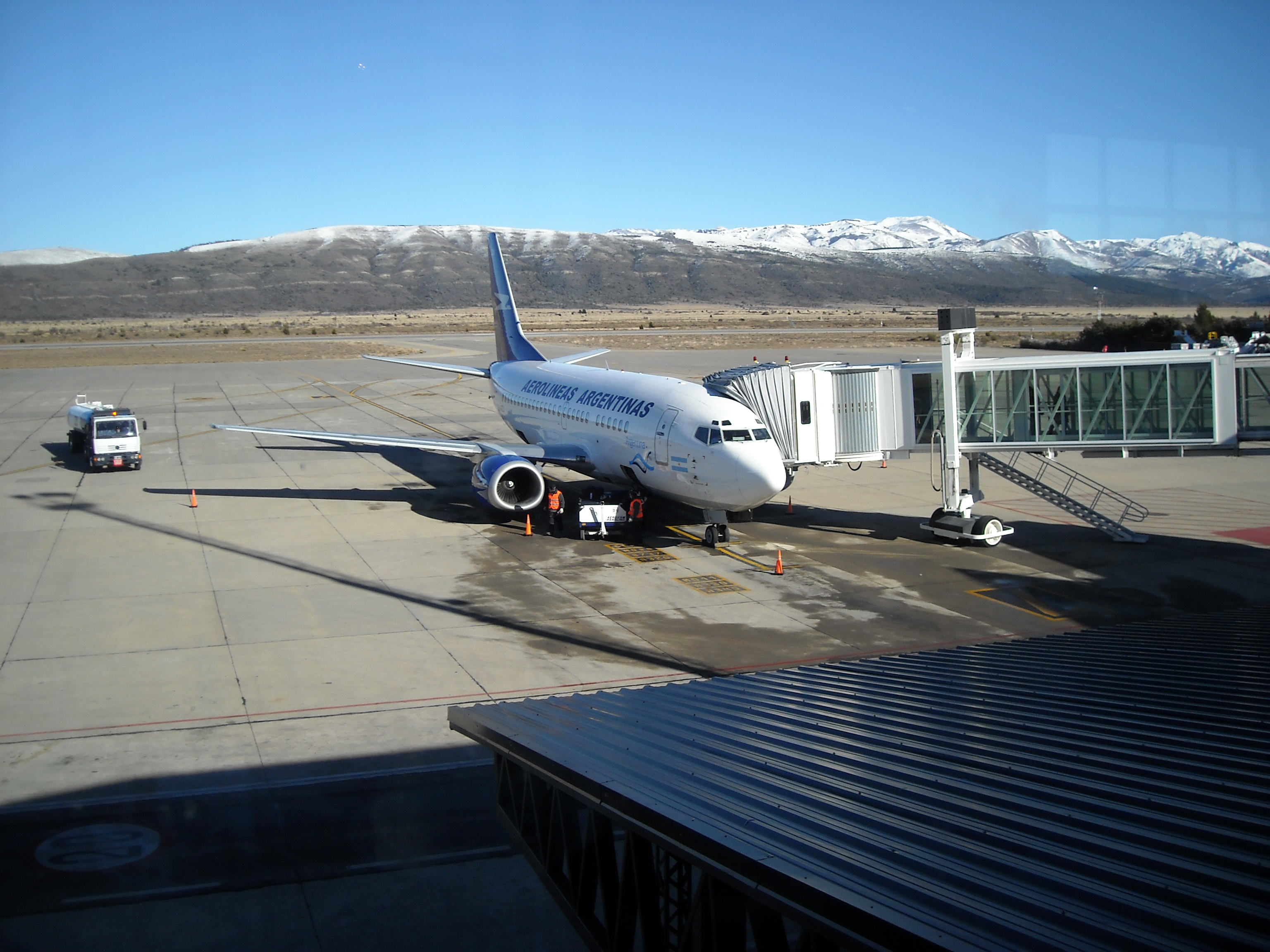
Aeroporto de Bariloche
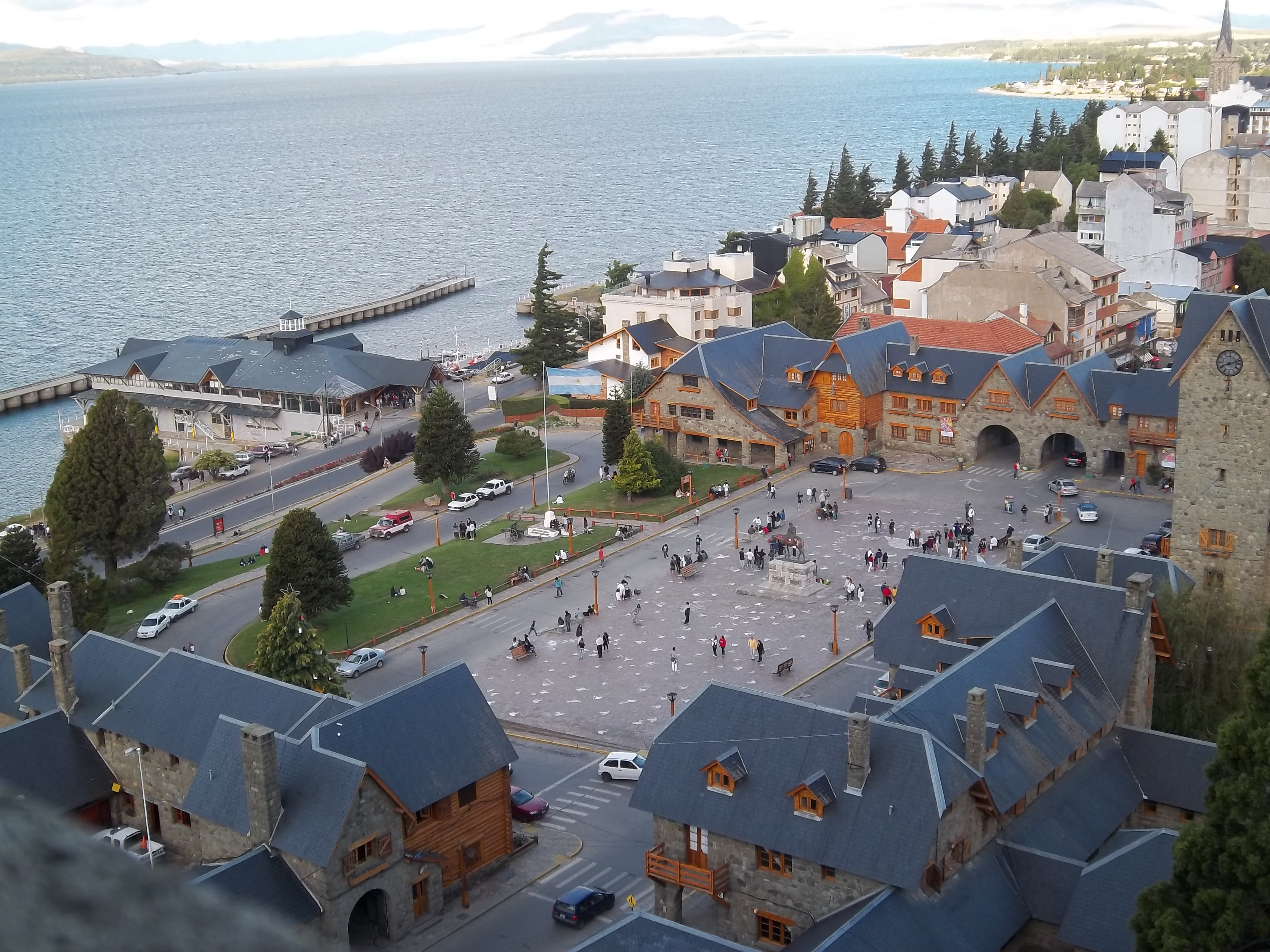
Centro civico
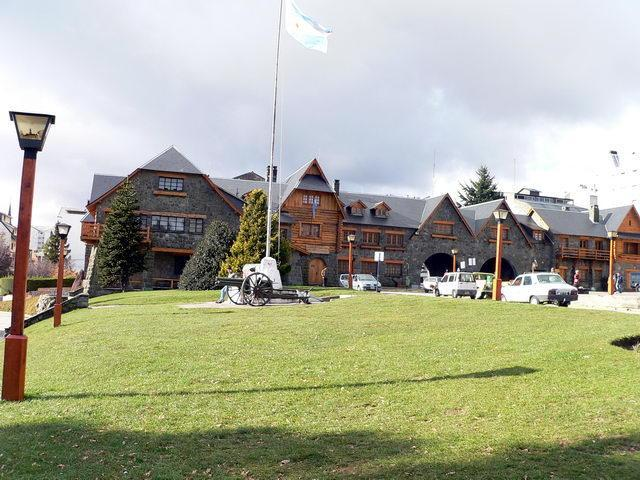